# Uruk-hai
Uruk-hai  (česky též skuruti nebo skurut-hai) jsou rasou skřetů, která se objevuje v Tolkienových knihách o Středozemi. Jsou součástí armád Saurona i Sarumana jak v knižní trilogii, tak i ve filmovém zpracování Pána prstenů. Rasu uruk-hai vypěstoval kolem roku 2475 Třetího věku Sauron. V Černé řeči Uruk-hai znamená skřetí lid. Příslušníci této rasy byli větší a silnější než normální skřeti (byli vysocí téměř jako muž), měli černou kůži a černou krev. Sarumanovi Uruk-hai navíc lépe snášeli světlo a měli odlišné brnění a výzbroj. Ve Třetím věku sloužili v armádách Mordoru i Železného pasu. Bojovali s meči a štíty nebo s píkou či lukem nebo kuší. 
Stromovous v knize spekuloval, že vznikli křížením skřetů a lidí, ovšem tvrzení této postavy v podobných věcech nebývala vždy pravdivá. Ve filmové trilogii Pán prstenů Petera Jacksona se rodili z bláta, což však nemá oporu v Tolkienových knihách. V Návratu krále při návratu hobitů do Kraje se hovoří o tom, že Sarumanovi služebníci jsou podobni Uruk-hai, což podporuje myšlenku křížení skřetů s lidmi.

## Druhy skurut-hai
Skuruti sloužící Mordoru používají symbol červeného oka Saurona, které mají vyznačené na štítech. Jsou menší než skuruti ze Železného pasu, ale vyšší než skřeti z Morie. Vidí lépe ve tmě než skuruti ze Železného pasu. 
Skuruti ze Železného pasu, kteří slouží Sarumanovi mají znak bílé ruky v černém poli. Jsou vyšší postavy a mají mohutné ruce. Nemají rádi světlo, ale dokáží ho snášet lépe než skřeti.

## Významné bitvy
Po prvním výskytu v Mordoru 2475 Třetího věku dobyli Ithilien a zničil město Osgiliath. Osgiliath byl později Gondorem dobytý zpět. 
Velká armáda skurut-hai, kterou vyslal Saruman zaútočila na Rohan. Roku 3019 Třetího věku se uskutečnila Bitva o Helmův žleb (podrobnosti v článku), kde Rohan ubránil pevnost a skurut-hai byli pobiti. Bitva se odehrává v druhém díle trilogie Pán prstenů: Dvě věže.

## Seznam skurut-hai Středozemě
- Lugduš – Uruk-hai ze Železného pasu, kteří v čele s Uglúkem unesli od Amon Henu Smíška s Pipinem. Společně s ostatními byl  zabit při nočním přepadu Rohirů nedaleko Fangornu. Postava se vyskytuje v druhém díle trilogie Pán prstenů: Dvě věže.[2]
- Lurtz – vyskytuje se pouze filmovém zpracování – v prvním díle Společenstvo prstenu. Zrodil se z bahna Železného pasu a Saruman jej nechal ozbrojit a spolu s 200 skuruty poslal stíhat Společenstvo. Lurtz a jeho družina Společenstvo dostihli u Amon Henu. Lurtz se zapojil do bitvy, v níž zabil Boromira třemi zásahy ze svého luku. Těsně před Boromirovou smrtí však Lurtze napadl Aragorn a po krátkém boji mu usekl hlavu.[1]
- Mauhúr – byl skřetem ze Železného pasu, který byl v čele posil vyslán na pomoc Uglúkovi, který se k Železnému pasu blížil se zajatými hobity. Mauhúr se svými muži zaútočil na Rohiry, kteří obklíčili Uglúka nedaleko Fangornu. V nastalém boji se Smíškovi s Pipinem podařilo uprchnout. Mauhúr byl spolu s ostatními skřety pravděpodobně v nočním boji s rohanskými jezdci zabit. Postava se vyskytuje v druhém díle trilogie Pán prstenů: Dvě věže.[2]
- Uglúk – byl vůdcem skupiny Uruk-hai, která napadla Společenstvo prstenu u Amon Henu a zajala hobity Smíška a Pipina. Skuruti se zajatými hobity vyrazili směrem k Železnému pasu, kde měli hobity odevzdat svému pánu Sarumanovi. Uglúk se při tom dostal do sporu s vůdcem mordorských skřetů Grišnákhem, který prosazoval cestu k Anduině a předání zajatců jednomu z nazgûlů. Nedaleko lesa Fangorn byli skřeti dohnáni, v noci přepadeni a do jednoho pobiti rohanskými jezdci. Uglúk byl zabit Éomerem, synovcem krále Théodena. Postava se vyskytuje v druhém díle trilogie Pán prstenů: Dvě věže.[2]